# Linkletter
Linkletter es un municipio rural canadiense situado en la provincia de Isla del Príncipe Eduardo.

## Superficie
Linkletter tiene una superficie de 7,88 km².

## Demografía
En 2021, tenía 315 habitantes, una densidad poblacional de 40 hab./km², y 137 viviendas.